# Erioptera (Lepidocyphona) rubia
Erioptera (Lepidocyphona) rubia is een tweevleugelige uit de familie steltmuggen (Limoniidae). De soort komt voor in het Nearctisch gebied.